# Internalisering (economie)
Internalisering houdt in dat consumenten en producenten gedwongen worden voor alle gevolgen van hun keuzes te betalen. Dit concept speelt een centrale rol in de milieueconomie. Kosten van bepaalde goederen of diensten die niet in de productieprijs worden meegerekend worden externaliteiten genoemd. Voorbeelden zijn vervuiling en andere ongewenste effecten (bijv. geluidshinder, oppompen van grondwater, lozingen van afvalwater). De prijs van zulke externaliteiten, bijvoorbeeld door de vernietiging van natuur of gezondheidskosten, wordt niet automatisch meegenomen in een marktprijs voor goederen en diensten. Dit betekent dat productie en arbeid die niet duurzaam zijn worden bevorderd, omdat de marktprijs te laag is. Aan de andere kant worden sommige positieve effecten (bijv. gezondheidseffecten van vaccinaties, milieubaten bij investeringen in groene technologieën) ook niet altijd door de markt meegenomen. Dit leidt dan tot te hoge prijzen en te lage verhandelde volumes vanuit een maatschappelijk standpunt.
Een manier om dit ongewenst resultaat te corrigeren is het zichtbaar maken van de nadelige en voordelige "externe effecten". Dit proces wordt internaliseren genoemd.

## Aanpak
Het internaliseren van externe effecten kan op verschillende manieren gebeuren. Typisch zal er een ingreep van de overheid nodig zijn, maar soms kan het initiatief ook van een producent of een ngo komen. Zo kan het geven van relevante informatie via labels, keurmerken of verpakkingen de consument inzicht geven over de gevolgen van een actie. Denk bijvoorbeeld aan energielabels of fairtradelabels die de consumenten richting meer duurzame keuzes sturen.
Een overheid heeft nog anders opties zoals het invoeren van een belasting die de negatieve gevolgen van de aankoop of verkoop omvat. Het "principe dat de vervuiler betaalt" is dus een specifieke vertaling van het internaliseren. Voorbeelden zijn belastingen op het oppompen van grondwater of het lozen van afvalwater, of een koolstofheffing. Een optimale belasting op vervuiling wordt een Pigouviaanse belasting genoemd. Het gaat echter niet alleen om negatieve milieu-effecten die moeten meegenomen worden in beslissingen, maar ook om positieve externe effecten. Denk aan een subsidie voor het vergroenen van gevels en voetpaden of de algemene gezondheidseffecten van een vaccinatiecampagne.
Op lange termijn kunnen onderwijs en opvoeding ook helpen om partijen bewust te maken van de gevolgen van hun acties. Door het veranderen van de intrinsieke motivatie en de persoonlijke waarden zullen individuen meer rekening houden met de maatschappelijke positieve of negatieve impact van hun acties.